# Soutullo (Laracha)
Soutullo (llamada oficialmente Santa María de Soutullo) es una parroquia del municipio de Laracha, en la provincia de La Coruña, Galicia, España.

## Entidades de población
Entidades de población que forman parte de la parroquia:
- Abeleira (A Abeleira)
- Cardosas (As Cardosas)
- Gesta (A Xesta)
- Gosende
- Iglesario (O Igrexario)
- Vidueiros (Os Bidueiros)
- Seijo (O Seixo)
- Seijoso (O Seixoso)
- Vilar (O Vilar)
- Melio (O Melio).
- Vente.
- Vilanova.
- Gesteira (A Xesteira)
- O Fieital.

## Despoblado
- Vilar do Boy (Vilar do Boi)

## Demografía
| Gráfica de evolución demográfica de Soutullo entre 2000 y 2018 |
|                                                                |
| Población de derecho según el padrón municipal del INE         |